# Óscar González
Óscar Mario González, urugvajski dirkač Formule 1, * 10. november 1923, Montevideo, Urugvaj, † 5. november 2006, Montevideo, Urugvaj.
V svoji karieri je nastopil le na domači in prvi dirki sezone 1956 za Veliko nagrado Argentine, kjer sta z Albertom Urio z dirkalnikom Maserati A6GCM/250F zasedla šesto mesto. Umrl je leta 2006.

## Popolni rezultati Formule 1
(legenda) (odebeljene dirke pomenijo najboljši štartni položaj, poševne pa najhitrejši krog, †-uvrščen kljub odstopu)
| Leto | Moštvo       | Šasija              | Motor               | 1     | 2   | 3   | 4   | 5   | 6  | 7   | 8   | Prv | Toč |
| ---- | ------------ | ------------------- | ------------------- | ----- | --- | --- | --- | --- | -- | --- | --- | --- | --- |
| 1956 | Alberto Uria | Maserati A6GCM/250F | Maserati Straight-6 | ARG 6 | MON | 500 | BEL | FRA | VB | NEM | ITA | -   | 0   |